# إيرني فانديفيغ
إيرني فانديفيغ (بالإنجليزية: Ernie Vandeweghe)‏ مواليد 12 سبتمبر 1928 في مونتريال - الوفاة 08 نوفمبر 2014، كان لاعب كرة سلة كندي بدأ مسيرته الاحترافية في سنة 1949. تم اختياره من قبل فريق نيويورك نيكس خلال الدرافت. بلغ طوله 6 قدم 3 بوصة (1.9 م). اعتزل اللعب في 1956.

## روابط خارجية
- إيرني فانديفيغ على موقع إن بي أي (الإنجليزية)
- إيرني فانديفيغ على موقع سبورتس رفرنس (الإنجليزية)
- إيرني فانديفيغ على موقع كلية كرة السلة في سبورتس رفرنس.كوم (الإنجليزية)
- إيرني فانديفيغ على موقع ريلجم (الإنجليزية)
- إيرني فانديفيغ على موقع بروبوليرز (الإنجليزية)